# Isaya Klein Ikkink
Isaya Klein Ikkink (Vlaardingen, 13 mei 2003) is een Nederlandse sprinter, gespecialiseerd in de 400 meter. Hij won vier medailles op wereld- en Europees niveau als onderdeel van de Nederlandse heren- en gemengde estafetteteams van 4 × 400 meter.

## Carrière
Klein Ikkink won een bronzen medaille op de Europese indoorkampioenschappen van 2023 op de 4 × 400 meter estafette.
Op de Europese kampioenschappen van 2024 won hij een bronzen medaille op de gemengde 4 × 400 meter estafette. Zijn tussentijd bedroeg 44,68 s, waardoor hij in de finale van de gemengde estafette de op een na snelste mannelijke deelnemer werd.

### Olympische spelen Parijs 2024
Op 3 augustus won hij goud met de 4 × 400 gemengde estafette samen met Femke Bol, Lieke Klaver en Eugene Omalla. Cathelijn Peeters liep in de voorronde in plaats van Femke Bol.

## Kampioenschappen

### Internationale kampioenschappen
| Onderdeel         | Titel                   | Jaar |
| ----------------- | ----------------------- | ---- |
| 4 × 400 m gemengd | Olympisch kampioen      | 2024 |
| 4 × 400 m         | Europees indoorkampioen | 2025 |

### Nederlandse kampioenschappen
Indoor
| Onderdeel | Jaar |
| --------- | ---- |
| 400 m     | 2025 |

## Persoonlijke records
Outdoor
| Onderdeel | Prestatie          | Datum            | Plaats            |
| --------- | ------------------ | ---------------- | ----------------- |
| 100 m     | 10,87 s (+1,1 m/s) | 15 mei 2022      | Den Haag          |
| 200 m     | 21,05 s (+0,2 m/s) | 14 juli 2024     | La Chaux-de-Fonds |
| 400 m     | 45,28 s            | 9 september 2024 | Bellinzona        |

Indoor
| Onderdeel   | Prestatie | Datum            | Plaats    |
| ----------- | --------- | ---------------- | --------- |
| 60 m        | 7,04 s    | 28 januari 2023  | Apeldoorn |
| 200 m       | 21,77 s   | 11 februari 2023 | Metz      |
| 400 m       | 45,96 s   | 16 februari 2025 | Apeldoorn |
| 60 m horden | 7,98 s    | 14 februari 2021 | Apeldoorn |

## Palmares
| Jaar                                         | Competitie                                    | Locatie                      | Positie    | Onderdeel                   | Tijd    | Bijzonderheden |
| -------------------------------------------- | --------------------------------------------- | ---------------------------- | ---------- | --------------------------- | ------- | -------------- |
| 2023                                         | Europese kampioenschappen indooratletiek 2023 | Istanbul, Turkije            | 3e in heat | 400 m heren                 | 46,74   |                |
| 2023                                         | Europese kampioenschappen indooratletiek 2023 | Istanbul, Turkije            | 3e         | 4 × 400 m estafette heren   | 3.06,59 |                |
| 2023                                         | Europese kampioenschappen atletiek onder 23   | Espoo, Finland               | 6e in heat | 400 m heren                 | 47,42   |                |
| 2023                                         | Europese kampioenschappen atletiek onder 23   | Espoo, Finland               | –          | 4 × 400 m estafette heren   | DNQ     |                |
| 2023                                         | Wereldkampioenschappen atletiek 2023          | Boedapest, Hongarije         | –          | 4 × 400 m estafette gemengd | DNF     |                |
| 2023                                         | Wereldkampioenschappen atletiek 2023          | Boedapest, Hongarije         | 6e         | 4 × 400 m estafette heren   | 3.00,40 |                |
| 2024                                         | Wereldkampioenschappen indooratletiek 2024    | Glasgow, Verenigd Koninkrijk | 3e         | 4 × 400 m estafette heren   |         |                |
| 2024                                         | World Athletics Relays 2024                   | Nassau, Bahama's             | 2e         | 4 × 400 m estafette gemengd | 3.11,45 | (45,23 split)  |
| 2024                                         | Europese kampioenschappen atletiek 2024       | Rome, Italië                 | 3e         | 4 × 400 m estafette gemengd | 3.10,73 | (44,68 split)  |
| 2024                                         | Europese kampioenschappen atletiek 2024       | Rome, Italië                 | 9e in heat | 4 × 400 m estafette heren   | 3.03,50 |                |
| DNF = uitgevallen, DNQ = niet gekwalificeerd |                                               |                              |            |                             |         |                |

## Onderscheidingen
- Ridder in de Orde van Oranje-Nassau - 13-08-2024

2020: Karol Zalewski, Natalia Kaczmarek, Justyna Święty-Ersetic, Kajetan Duszyński · 
2024: Eugene Omalla, Lieke Klaver, Isaya Klein Ikkink, Femke Bol
- World Athletics: 14878135